# Margaretta fusiformis
Margaretta fusiformis är en mossdjursart som beskrevs av Ratna Guha och Gopikrishna 2007. Margaretta fusiformis ingår i släktet Margaretta och familjen Margarettidae. Utöver nominatformen finns också underarten M. f. regularis.